# McBride (Columbia Británica)
McBride es un pueblo canadiense situado en la provincia de Columbia Británica.

## Superficie
McBride tiene una superficie de 4,62 km².

## Demografía
En 2021, tenía 588 habitantes, una densidad poblacional de 127,4 hab./km², y 325 viviendas.